# Rocas Foca (Cabo San Felipe)
Las rocas Foca forman parte de las islas Malvinas y se encuentran en 51°40′30″S 57°41′00″O / -51.67500, -57.68333, a unos 3 km al este del cabo San Felipe de la isla Soledad, constituyendo el punto extremo oriental del archipiélago de las Malvinas.
Además, en este accidente geográfico está uno de los puntos que determinan las líneas de base de la República Argentina, a partir de las cuales se miden los espacios marítimos que rodean al archipiélago.